# The Headmasters (computerspel)
The Headmasters (ザ★ヘッドマースターズ) is een computerspel uit 1987 voor de Famicom Disk System. Het spel is gebaseerd op de Transformers-franchise. Net als Transformers: Convoy no Nazo is het spel geproduceerd en uitgegeven door Takara, maar alleen in Japan uitgebracht.
Het spel draait om de Autobot Headmasters.

## Gameplay
De speler kan de rol aannemen van een van de Autobot Headmasters. Met dit personage moet de speler vier planeten (Aarde, Cybertron, Master en Jail) bezoeken om de Decepticons te verslaan. In tegenstelling tot Convoy no Nazo kan de speler in dit spel zijn personage niet laten wisselen van voertuigmode naar robotmode. De mode waarin het personage zich bevindt staat per level vast. Ook kan de speler aan het begin van het spel kiezen uit slechts 1 personage. Andere personages moeten worden gevonden. Indien het huidige personage sterft, wordt een ander gevonden personage gestuurd om zijn plaats in te nemen.

## Ontvangst
Het spel werd door spelers ervaren als lastiger dan Convoy no Nazo, vanwege de vele vijanden die van alle kanten tegelijk kunnen aanvallen. In de levels dat het personage in voertuigmode is kan hij nooit helemaal stil blijven staan, wat het lastig maakt om obstakels te ontwijken.